# 大同市博物馆
大同市博物馆，是中华人民共和国山西省大同市唯一一个集收藏、陈列、研究、保管为一体的专门机构，创建于1959年，是山西省第二大博物馆，馆藏文物三万余件。大同市博物馆新馆已于2014年12月31日开放。
历史上，大同曾为北魏都城，辽、金西京，以故馆藏文物中，这三代文物的数量尤为出众。馆藏国家一级文物之一北魏彩绘人物故事漆屏（司马金龙墓出土）列入中华人民共和国禁止出国（境）展览文物名单。

## 历史
大同市博物馆筹建于1958年，1959年正式对外开放，馆址设于位于大同市城区下寺坡街14号的辽代古刹下华严寺内。初名为大同市文物陈列馆，1963年改为大同市博物馆。1989年在大同市展览馆开设大同市博物馆二部（后撤销）。
受馆址所限，大量馆藏精品文物无法展出与公众见面，同时也造成了藏品的安全问题。博物馆东墙紧贴民居，距离展厅最近的民居烟囱只有一米远，盗贼可轻松由此进入博物馆；周边道路狭窄，一旦发生火灾消防车亦难以近前，大同市消防部门连年要求博物馆修建消防通道，但一直未能实现 。2004年3月，邻近的大同市华严中学的7名初一学生轻而易举地越过院墙，从库房窗子进入了大同市博物馆的文物库房，四度行窃盗走馆藏古钱币6500枚、法帖、经卷、骨饰等文物96件。2004年6月15日，博物馆工作人员才发现库房被盗并向公安部门报案 。
2006年，大同市政府启动大同市博物馆迁建工程。2008年7月25日，位于大同市城区红旗广场对面、大同市展览馆东的大同市博物馆新馆改造完成，展厅面积为2000平方米，展览环境稍有改善 。
2008年，大同市政府决定在御河东建设大同市博物馆新馆。2010年5月18日（国际博物馆日），大同市博物馆御东新馆奠基。新馆位于大同市御东新区太和路东侧，投资总额3.2亿人民币，建筑面积31993平方米。新馆为中国当代建筑设计师崔恺设计，外型犹如两条交织盘升的龙，取意胡汉交融。设计建造地上三层（局部为四层）、地下一层。计划2011年底完成主体工程，2012年开始布展，2012年底对外开放。建成后计划申请中国国家二级博物馆。大同市博物馆的主体机构于2011年7月30日封顶，但是后续施工进度缓慢，未能如期开放，粗装修在2013年4月时才完成，精装修将随后展开。
2012年，大同市修复西城墙，对原展览馆建筑进行整体平移，大同市博物馆自5月起暂时闭馆。

## 展陈
2008年至2012年间，大同市博物馆有“名城史略”、“平城时代”、“百川汇流”、“瓷路撷珍”四个主题展厅，突出展示北魏都城时期的灿烂历史、汉民族与少数民族的融合、塞上古城独特的地域文化。展出的文物精品有1000余件，其中有自馆藏三万件文物中遴选的精品，也有自县区文物保管所借展的文物。展品中有三四百件为初次亮相，包括“镇馆之宝”元代瓷器影青釉广寒宫瓷枕。
据报道，位于大同市御河东岸的新馆建成后，大同市博物馆将设远古恐龙化石展厅、大同早期历史展厅、北魏王朝展厅、唐代石刻展厅、辽金陪都展厅、明清重镇展厅、铜佛造像展厅、瓷器展厅、历代钱币展厅、馆藏字画展厅等历史和专题展厅。

## 参观服务
大同市博物馆于2010年1月16日起免费向社会开放，参观者可持证件领取门票，开放时间为每周二至周日上午9时至下午5时（周一闭馆），下午4时停止发放门票；每天限800名游客参观（上、下午各400名） 。2010年4月起，大同市博物馆开始提供免费的讲解服务 。